# Economia sommersa
L'economia sommersa può essere definita come l'insieme di tutte le attività economiche che non contribuiscono al prodotto interno lordo ufficialmente osservato, ma che non sono registrate e dunque non regolarmente tassate.
Rientrano nel calcolo dell'economia sommersa tutta una serie di attività produttive che pur essendo (di norma) legali sfuggono per svariati motivi alla conoscenza da parte della pubblica amministrazione preposta al controllo ai fini della tassazione.
Spesso i proventi non dichiarati dell'economia sommersa rientrano mascherati all'interno del sistema economico attraverso fenomeni tipici di riciclaggio di denaro.
Poiché la tassazione per uno Stato serve per alimentare la spesa pubblica e quindi erogare servizi pubblici i soggetti dell'economia sommersa si prefiggono di essere utenti senza partecipare ai costi.

## Classificazione
Come Economia sommersa in senso stretto in letteratura viene posta anche occasionalmente la parte di attività illegali. La tabella qui sotto riassume:
| Economia sommersa in senso ampio | Economia sommersa in senso ampio | Economia sommersa in senso ampio | Economia sommersa in senso ampio              | Economia sommersa in senso ampio              |
| -------------------------------- | -------------------------------- | -------------------------------- | --------------------------------------------- | --------------------------------------------- |
|                                  | Economia di sussistenza (legale) | Economia di sussistenza (legale) | Economia sommersa in senso stretto (illegale) | Economia sommersa in senso stretto (illegale) |
| Settore                          | Domestica                        | Informale                        | Irregolare                                    | Criminale                                     |
| Occupazione                      | legale                           | legale                           | legale (Servizio-/Capacità)                   | illegale (Reato)                              |
| Esecuzione                       | legale                           | legale                           | illegale                                      | illegale                                      |
| Esempio/descrizione              | Lavoro comune Autosufficienza    | Economia informale               | Lavoro nero                                   | Mercato nero                                  |

Ancora più specifica è la classificazione desumibile dalla revisione dei manuali di contabilità nazionale, operata congiuntamente dalle Nazioni Unite e dell'Eurostat rispettivamente con l'SNA 93, il SEC 95 e il SEC 2010 che distingue le varie componenti dell'economia non direttamente osservata in:
- Sommerso economico: economia legale che sfugge al controllo e alle rilevazioni della pubblica amministrazione per motivi legati all'evasione fiscale e contributiva e alla mancata osservanza della normativa sul lavoro;
- Economia illegale o criminale: attività di produzione di beni e servizi la cui vendita, distribuzione e possesso sono proibite dalle norme penali (es. commercio di stupefacenti), ma anche attività di per sé legali, ma illegali se esercitate senza l'adeguata autorizzazione o competenza (es. contrabbando, traffico di armi, ecc.);
- Economia informale: attività legali svolte su piccola scala da unità produttive caratterizzate da bassi livelli organizzativi, rapporti di lavoro basati su relazioni familiari o personali e scarsa divisione dei fattori produttivi, capitale e lavoro (es. lavoro domestico e volontariato);
- Sommerso statistico: attività produttive legali non registrate per deficienze proprie del sistema di raccolta delle informazioni statistiche (es. mancato aggiornamento degli archivi delle imprese, ecc.);
- Carenza di prodotti: in tempi difficili (quasi sempre in tempo di guerra) lo Stato istituisce un tetto dei prezzi e, essendo gli stipendi abbassati per ovvi motivi, istituisce l'uso di carte annonarie, per mezzo delle quali in linea teorica il cittadino dovrebbe ricavare l'adeguato "rifornimento". Essendo tuttavia molto spesso questo metodo non completamente efficiente, chi ne avesse bisogno può comprare degli alimenti (coltivati o importati segretamente), pagandoli però più di quanto ritenuto opportuno in tempi migliori.

Dal punto di vista teorico tutte le componenti dell'economia non direttamente osservata dovrebbero essere incluse negli aggregati di contabilità nazionale.
Si può, inoltre, distinguere tra sommerso di lavoro, quando manca del tutto un formale rapporto di impiego oppure vi è una regolarità formale ma non sostanziale, e sommerso d'impresa quando è la stessa impresa ad essere sconosciuta ai soggetti istituzionali. D'altro canto, anche l'impresa può essere solo parzialmente sommersa se fa ricorso al mercato del lavoro irregolare o occulta parte del suo reddito (riducendo i ricavi o gonfiando i costi).

### La sotto-dichiarazione del valore aggiunto secondo Eurostat e Istat
La sotto-dichiarazione del valore aggiunto è connessa al deliberato occultamento di una parte del reddito da parte delle imprese, attraverso dichiarazioni volutamente errate del fatturato e/o dei costi alle autorità fiscali (con un analogo comportamento riscontrato nelle rilevazioni statistiche ufficiali).
Lo sviluppo di nuovi metodi e la possibilità di effettuare le stime su un insieme informativo molto più ricco ha consentito di superare molte di queste limitazioni. In particolare, dal lato delle fonti ha avuto un ruolo centrale il Frame-SBS che è una base di dati di tipo censuario sui conti economici delle imprese italiane attive che operano per il mercato, il cui insieme di informazioni è il risultato di una complessa procedura di integrazione di dati d’indagine ed amministrativi.
La popolazione è stata estesa a tutte le imprese attive operanti sul mercato che occupano meno di 100 addetti e non rientrano in particolari condizioni di non trattabilità ed esclusione. Per tali unità produttive è stato definito uno schema di stratificazione basato su criteri di omogeneità economico-organizzativa, che ha consentito di definire modelli di stima diversificati, mantenendo più netta possibile la separazione fra la fase di identificazione e quella di correzione dei comportamenti fraudolenti da parte delle imprese. Infine, potendo effettuare le analisi a livello micro-economico, i risultati delle stime sono caratterizzati da un alto livello di affidabilità e robustezza anche per livelli di disaggregazione settoriale e territoriale molto fini.

### Il valore aggiunto sommerso generato dall’impiego di lavoro irregolare secondo Eurostat e Istat
Il valore aggiunto generato dall’impiego di lavoro irregolare rappresenta un’altra rilevante componente del sommerso economico. La procedura di misurazione si basa su due fasi distinte. Da un lato si determina l’input di lavoro irregolare, in termini di occupati, posizioni lavorative, unità di lavoro equivalenti a tempo pieno ed ore effettivamente lavorate. Dall’altra, si definisce il contributo in termini di valore aggiunto generato da ciascuna posizione lavorativa irregolare.
La procedura è stata sviluppata in modo da assicurare l’additività della stima tra la componente generata dal lavoro irregolare e la componente di rivalutazione dell’utile dell’imprenditore regolare. Sulla base di ipotesi semplificatrici le due componenti sono state valutate separatamente, cercando di individuare la parte di reddito che l’imprenditore occulta per
remunerare il lavoro irregolare impiegato nel processo produttivo.
Differentemente da quanto accade per la componente di sotto-dichiarazione del sommerso economico, le informazioni disponibili nelle fonti non consentono di definire i profili d’impresa che utilizza il lavoro irregolare e la caratterizzazione degli input effettivamente impiegati nel processo produttivo. L’analisi è dunque effettuata per dominio e non a livello di unità produttiva, e i risultati non sono dunque riconducibili all’attività della singola unità.

### Altre componenti del sommerso economico secondo Eurostat e Istat
La stima del sommerso economico viene completata con l’individuazione di altre componenti che, per la loro stessa natura, non possono essere valutate attraverso le procedure fin qui descritte. Una componente è rappresentata dalla quantificazione dell’attività delle famiglie proprietarie di immobili che li concedono in affitto (ad uso residenziale e non residenziale) senza un regolare contratto di locazione. Per individuare questa componente del sommerso, si confronta il livello
complessivo degli affitti (residenziali e non), stimato in modo esaustivo secondo le procedure di contabilità nazionale, con la parte emersa, ossia gli affitti riscossi sia dalle imprese (come rilevati dalle indagini sui conti delle imprese), sia dalle persone fisiche (come rilevati dall’Agenzia delle Entrate).
Per alcuni settori specifici dell’economia (alberghi, ristoranti, servizi alla persona) nel valore aggiunto del datore di lavoro devono essere incluse le mance al personale, che nella fase distributiva vengono trasferite ai dipendenti sotto forma di redditi da lavoro. Il valore delle mance viene stimato come percentuale del valore dei consumi dei relativi servizi.
Un'ulteriore integrazione alla stima del valore aggiunto emerge al momento della riconciliazione fra le stime indipendenti degli aggregati dell’offerta e della domanda che porta alla definizione del livello del Prodotto interno lordo. Tale integrazione include, in proporzione non identificabile, sia effetti di carattere puramente statistico, sia componenti ascrivibili all’esistenza di una quota di economia sommersa non colta attraverso le procedure di correzione sin qui descritte.

### Attività illegali secondo Eurostat e Istat
L’economia illegale include le attività economiche il cui oggetto (o soggetto) è collocato al di fuori della legge.
Essa comprende dunque le transazioni di beni e servizi illegali e le attività che, seppure legali, sono svolte da soggetti non aventi opportuno titolo. Eurostat e Istat sviluppano una procedura di stima dell’economia illegale tenendo conto di tre attività: il traffico di stupefacenti, la prostituzione ed contrabbando di tabacco.
Da una parte, occorre stimare e classificare adeguatamente gli aggregati economici coinvolti (produzione, importazioni, consumi finali esportazioni, margini distributivi e costi intermedi). Dall’altra, la rappresentazione dell’interazione fra economia legale ed illegale all’interno del sistema dei conti nazionali (definizione dell’indotto) comporta la possibilità che si producano distorsioni nelle stime complessive.

#### Traffico di stupefacenti
I dati sul numero di consumatori (e sulle loro abitudini di consumo) sono considerati più affidabili delle informazioni sulle componenti dell’offerta, che necessitano una ricostruzione a partire dai dati sui sequestri, per loro natura più volatili.
L’approccio dal lato della domanda presuppone che, a partire dalla misurazione dei consumi finali sia possibile ricostruire il processo produttivo attraverso il quale i beni o servizi illegali sono stati messi a disposizione dei consumatori e, conseguentemente, misurarne le grandezze economiche.
In particolare, la procedura sviluppata consente di stimare la quantità di stupefacenti che, nel corso dell’anno, viene consumata sul territorio nazionale sulla base delle informazioni sul numero di consumatori per tipologia di sostanza e sulle abitudini di consumo (per tipologia di consumatore).
Successivamente, la quantità di sostanze stupefacenti importate (una volta assunto che la produzione interna sia nulla o trascurabile), viene determinata tenendo conto anche della quantità esportata (come quota di quella utilizzata sul mercato interno) e del differente grado di purezza degli stupefacenti lungo la filiera. 
Una volta determinate le quantità consumate, importate ed esportate, la stima in valore dei corrispondenti aggregati avviene
tenendo conto dei prezzi di riferimento pubblicati dall’UNODC16 (prezzi internazionali) e dal Ministero degli Interni (prezzi all’ingrosso e al dettaglio).
La stima degli altri aggregati relativi ai processi di produzione (margini commerciali, costi intermedi e valore aggiunto) è effettuata tenendo conto di tre differenti livelli di attività lungo la filiera: commercio internazionale all'ingrosso, commercio nazionale all’ingrosso e vendita al dettaglio.

#### I servizi di prostituzione
Per la stima dei servizi di prostituzione, Eurostat suggerisce l’utilizzo di un approccio basato sull’offerta. La procedura di stima sviluppata tiene conto di diverse tipologie di prostituzione (strada, appartamento, night-club) e distingue fra prostituzione legale, parzialmente visibile (in appartamento privato), e quella completamente sommersa (in strada).
La metodologia di misurazione poggia sulla stima preliminare del numero di prostitute (distinte per tipologia del servizio: in strada, appartamento e night club), e dalla attribuzione ad esse di un numero di prestazioni giornaliere e di un numero di giornate lavorate. L’elaborazione di queste informazioni consente di determinare il numero complessivo delle prestazioni offerte sul mercato interno. Il valore del servizio offerto è determinato utilizzando i prezzi praticati in base alla
tipologia del servizio. Essendo esclusa, per ipotesi, l’importazione e l’esportazione di tali servizi, l’ammontare di consumo interno definisce anche il volume d’affari, mentre il valore aggiunto generato dall’attività viene determinato sottraendo alla produzione una quota di costi intermedi.

#### Il contrabbando di tabacco
Per la stima dell’attività di contrabbando di tabacco, Eurostat suggerisce l’utilizzo di indicatori di domanda che si basano sulla popolazione fumatrice e sulle abitudini di consumo (simile, dunque, a quello consigliato per il traffico di stupefacenti). Coerentemente con un approccio di offerta, la procedura di stima parte dalle informazioni sulle quantità di merce sequestrata. Valutando irrilevante la produzione interna, le quantità vendute sono interamente importate mentre si ipotizza che le esportazioni siano nulle. La definizione del volume potenziale di merce disponibile per il consumo interno viene poi ottenuta attraverso l’utilizzo di un coefficiente che rappresenta la capacità di controllo da parte delle autorità di
contrasto, scorporando la quota di merce che si ipotizza in transito sul territorio nazionale. Il passaggio dalle quantità ai valori viene effettuato applicando un prezzo di vendita calcolato a partire dai prezzi al consumo dei prodotti legali. Ipotizzando che i costi intermedi rappresentino una quota del fatturato, è quindi possibile determinare l’ammontare di valore aggiunto, a partire valore della produzione (pari al valore della merce venduta meno il valore delle importazioni).
- sigarette originali importate oltre il limite quantitativo stabilito o attraverso una filiera distributiva illegale;
- “cheap white”, ovvero sigarette fabbricate e vendute legalmente in paesi fuori dall’Unione Europea, ma importate illegalmente o sopra le quantità consentite;
- sigarette contraffatte, che riportano un marchio utilizzato senza il permesso del proprietario.

## Nel mondo
Un rapporto del 2018 su dati 2017 dell'Organizzazione internazionale del lavoro indica in due miliardi di persone nel mondo impiegate nell’economia informale ovvero il 61% di tutti i lavoratori. 
Il lavoro irregolare raggiunge l’85,8% in Africa, il 68,6% negli Stati arabi, il 68,2% in Asia e Pacifico, il 40% nelle Americhe e il 25,1% in Europa e Asia centrale. Il 93% dell’occupazione informale mondiale si trova nei paesi emergenti e in via di sviluppo.
L’informalità diminuisce all’aumentare del livello di scolarizzazione. Le persone che hanno completato gli studi secondari e terziari hanno meno probabilità di lavorare nell’economia sommersa rispetto ai lavoratori che non hanno completato il ciclo di studi minimi obbligatori. Le persone che vivono nelle aree rurali hanno una probabilità quasi doppia di lavorare in nero. L’agricoltura, con il 90% è il settore con il più alto livello di occupazione informale.

## Europa

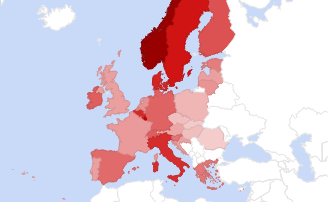
Carta UE con economia sommersa procapite per nazione (2013).

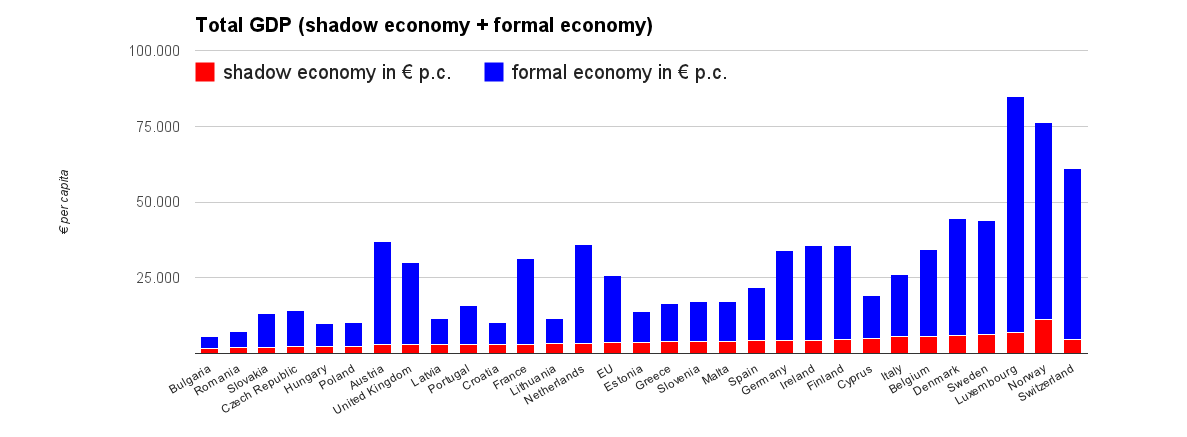
PIL procapite con le due parti di economia formale e informale, Europa (2013).

### Periodo 1991-2015 secondo FMI
A livello storico secondo il Working Paper pubblicato dal Fondo Monetario Internazionale, l’Italia risulta al primo posto tra i principali Paesi della zona euro per l'economia sommersa. Il Working Paper del FMI analizza il livello medio negli ultimi 25 anni. La percentuale media di sommerso tra il periodo 1991-2015 è stata pari al 24,9% del PIL. Al secondo posto vi è la Spagna con un valore medio del periodo del 24,5% del PIL. La Grecia, nazione piccola rispetto alle maggiori economie europee, nota per l’alto tasso di evasione dei suoi contribuenti, raggiunge il vertice della classifica con il 27%. Il Portogallo è a quota 21,8%; la Francia al 14%.
In Gran Bretagna il sommerso ha raggiunto una media dell’11% del PIL. La Germania, paese più popoloso della UE, si ferma all'11,9%.
Tra i paesi piccoli il Lussemburgo ha una quota media del 10,6% del PIL. Paesi Bassi al 10,7%, l’Austria si ferma al livello più basso dell'8,9% del PIL tra il 1991-2015. Fuori dall’UE la Svizzera con il livello medio più basso del mondo, al 7,2%.
Sempre fuori dalla UE, la Russia al 38,4% del PIL.

### 2015-2017
Al primo posto vi è la Grecia (22,4 %), Italia (20,1%), Spagna (18,2%) e Portogallo (17,6%). La Svizzera (6,5%) e gli USA (5,9%) hanno le performance migliori per l'anno 2015.
Alcune nazioni come Svezia e Danimarca si sono dirette verso l'abolizione del contante e l'utilizzo di carte di debito e carte di credito anche nelle transazioni piccole.
L’80% di tutte le transazioni del commercio al dettaglio in Svezia sono fatte con carte. L'Italia secondo il Cashless Society Index 2017 e da  The European House - Ambrosetti, è al 25º posto su 28 paesi, a seguire Romania, Grecia e Bulgaria.
Le sigarette di contrabbando rispetto al totale di quelle vendute sono: in Lettonia il 26,7%, in Norvegia 20,8%, Grecia 19, 8%, Lituania 18,7%, Polonia 16,8%, Irlanda 16,5%, Regno Unito 16%, Romania 15,6%, Francia 14,6%, Estonia 14,4%, Finlandia 12%, Bulgaria 11,6%, Malta 10,3%, Svezia 10,2%, Bielorussia 9,4%, Lussemburgo 9,3%, Slovenia 7,8%, Ungheria 7,1%, Spagna 6,2%, Germania 6%, Italia 5,8%, Cipro 5,7%, Olanda 5,3%, Ucraina 5,1%, Belgio 4,9%, Croazia 4,3%, Austria 3,9%, Repubblica Ceca 3,2%, Svizzera 2,7%, Danimarca 2,5%, Portogallo 2,3%, Slovacchia 2,3%, Moldavia 1,4%, Russia 1%.
Fonte: Prof. Friedrich Schneider, Universität Linz
| Posizione | Nazione        | % economia non osservata sul PIL (2017) |
| --------- | -------------- | --------------------------------------- |
| 1         | Croazia        | 26,5%                                   |
| 2         | Romania        | 26,3%                                   |
| 3         | Grecia         | 21,5%                                   |
| 4         | Italia         | 19,8%                                   |
| -         | Unione Europea | 17,3%                                   |
| 5         | Spagna         | 17,2%                                   |
| 6         | Portogallo     | 16,6%                                   |
| 7         | Belgio         | 15,6%                                   |
| 8         | Slovacchia     | 13,0%                                   |
| 9         | Francia        | 12,8%                                   |
| 10        | Norvegia       | 12,2%                                   |
| 11        | Svezia         | 12,1%                                   |
| 12        | Finlandia      | 11,5%                                   |
| 13        | Germania       | 10,8%                                   |
| 14        | Irlanda        | 10,4%                                   |
| 15        | Regno Unito    | 9,4%                                    |
| 16        | Paesi Bassi    | 8,4%                                    |
| 17        | Austria        | 7,1%                                    |
| 18        | Svizzera       | 6,0%                                    |

### Austria
In Austria l'economia sommersa nel 2016 era di circa il 7% del PIL ovvero 18,9 miliardi di Euro, dato calcolato dall'economista di Linz Friedrich Schneider. È il paese dell'Unione Europea con il valore più basso tra i 28 membri. Un esempio dell'onestà austriaca è dato dal fatto che le persone pagano le edizioni domenicali dei giornali al 76-84%, pagamento libero nei distributori aperti, in luoghi pubblici non controllati.

### Bulgaria
L'economia non osservata in Bulgaria rappresenterebbe il 30% del totale nel 2017, secondo uno studio della Confederazione bulgara dei sindacati indipendenti. Secondo calcoli della Confederazione, le perdite derivanti dai mancati contributi sociali in Bulgaria, causati dall'economia sommersa, varierebbero dai 500 milioni di euro al miliardo. L'economia sommersa nel settore privato rappresenta, secondo la Unione Europea, l'11,6% del totale a livello europeo; altre stime della Banca Mondiale parlano del 18%.

### Germania
In origine la economia non osservata in Germania viene misurata dal 1970 (circa 2,7%-3,0% del PIL ufficiale). Agli inizi degli anni '90 raggiunse il 12% de PIL e raggiunse nel 2003 il 17,1%. Nell'anno successivo venne misurata al 15,4% del PIL. Anche nel 2006 venne calcolata nel 14,7% del PIL. Nel 2010 vi fu un leggero arretramento con il 347,6 Mrd. di Euro, ovvero il 13,9% sul PIL. Per il 2011 venne calcolata 345,8 Mrd. di Euro, 13,2%. Dopo l'introduzione del SEC2010 da parte di Eurostat nel 2015, l'economia non osservata per il 2014 venne calcolata al 12,2% del PIL per un giro d'affari di 339 Mrd. di Euro.
Secondo i dati della Organizzazione per la cooperazione e lo sviluppo economico la Germania si colloca nel mezzo della classifica tra i paesi membri dell'organizzazione.

### Italia
L'Istat pubblica i dati relativi al valore dell'economia sommersa nella penisola italiana in rapporto al Pil. Il dato del 2008 è di circa il 20% rispetto al Prodotto Interno Lordo italiano. Il problema del sommerso in Italia è stato più volte sollevato da economisti e professori universitari, lo stesso ex Governatore della Banca d'Italia Mario Draghi nel corso di una lectio magistralis ha dichiarato che "la diffusione dell'economia sommersa aggrava il fardello della fiscalità per i contribuenti onesti".
Nel 2015, l’economia non osservata (economia sommersa + economia illegale) in Italia vale circa 208 miliardi di euro, pari al 12,6% del PIL. Il valore aggiunto generato dall’economia sommersa ammonta a poco più di 190 miliardi di euro, quello connesso alle attività illegali (incluso l’indotto) a circa 17 miliardi di euro.
Nel triennio 2012-2014 la percentuale passò dal 12,7% al 13,1%.
Tra le attività illegali il contrabbando di tabacco è tra i più alti in Europa con tonnellate di merce sequestrata ogni anno. A Napoli un pacchetto su tre è illegale (28%). Seguono Palermo (12%), Giugliano (10%) ma a Salerno supera il 6%. In Campania il 37% dei pacchetti venduti è illegale.
In Italia la vendita di sigarette di contrabbando fattura 4,5 miliardi di Euro ogni anno, danno per lo Stato di 882 milioni di Euro della relativa tassazione mancata. Il 26,6% delle partite illecite arriva dagli Emirati arabi, seguono quelle provenienti dalla Grecia (13,9%), Ucraina (12,1%), Ungheria (11,5%) e Romania (8,4%) e da altri paesi nordafricani con il 27,5%. Molte delle sigarette di contrabbando arrivano attraverso i furgoni che fanno la spola tra paesi dell’est Europa e le comunità di con nazionali residenti in Italia, in particolare dall’Ucraina e dalla Romania.
L'evasione dell'IVA è la più alta in assoluto nell'Unione Europea, il rapporto della Commissione europea sul 2015 indica in 35 miliardi di IVA in meno rispetto a quanto dovrebbe essere incassato, dato più alto di tutta l'Unione Europea. In percentuale sul valore totale peggio degli italiani fanno solo Romania (37,2%), Slovacchia (29,4%) e Grecia (28,3%). La Spagna al 3,5% e la Croazia al 3,9% sono i dati più bassi.
Secondo il Censis in un rapporto del 2017 ben 28,5 milioni di italiani dichiarano di avere acquistato "in nero" nell’ultimo anno almeno un servizio o un prodotto, senza scontrino fiscale o fattura. Il 35,6% ha acquistato in nero servizi da artigiani (idraulici, elettricisti, imbianchini, ecc.), il 22,1% da professionisti e strutture sanitarie (medici, dentisti, ecc.), il 20,3% ha consumato in nero in bar o pizzerie, il 19,1% presso ristoranti, trattorie o enoteche; il 14,7% ha fatto acquisti in nero presso negozi di alimentari, macellerie o salumerie, il 14,6% presso negozi non alimentari (dalle ferramenta alle tintorie). Il 13,2% ha acquistato in nero servizi di professionisti come avvocati, architetti, ingegneri, geometri.
Dati ufficiali Istat:
| Italia (in milioni di €)                                           | 2012                              | 2013                              | 2014                              | 2015                              | 2016      |
| Economia sommersa                                                  | 189.190                           | 189.941                           | 196.005                           | 190.474                           | 191.838   |
| da Sottodichiarazione                                              | 99.080 (6,8% sul valore aggiunto) | 99.444 (6,9% sul valore aggiunto) | 99.542 (6,8% sul valore aggiunto) | 93.214 (6,3% sul valore aggiunto) | 95.383    |
| da Lavoro irregolare                                               | 71.509 (4,9% sul valore aggiunto) | 72.299 (5,0% sul valore aggiunto) | 78.068 (5,4% sul valore aggiunto) | 77.383 (5,2% sul valore aggiunto) | 78.010    |
| Altro (fitti in nero, mance e integrazione domanda-offerta)        | 18.601 (1,3% sul valore aggiunto) | 18.199 (1,3% sul valore aggiunto) | 18.396 (1,3% sul valore aggiunto) | 19.877 (1,3% sul valore aggiunto) | 18.445    |
| Attività illegali (traffico di droga, contrabbando, prostituzione) | 16.430 (1,1 sul valore aggiunto)  | 16.548 (1,1% sul valore aggiunto) | 16.884 (1,2% sul valore aggiunto) | 17.099 (1,2% sul valore aggiunto) | 17.981    |
| Economia non osservata (economia sommersa+illegale)                | 205.620                           | 206.490                           | 212.889                           | 207.573                           | 209.819   |
| Valore aggiunto                                                    | 1.448.021                         | 1.444.106                         | 1.457.859                         | 1.485.086                         | 1.517.531 |
| PIL (Valore aggiunto+economia non osservata)                       | 1.613.265                         | 1.604.599                         | 1.621.827                         | 1.652.153                         | 1.689.748 |
| % economia non osservata sul valore aggiunto                       | 14,2%                             | 14,3%                             | 14,6%                             | 14,0%                             | 13,8%     |
| % economia non osservata sul PIL                                   | 12,7%                             | 12,9%                             | 13,1%                             | 12,6%                             | 12,4%     |

Uno studio della Srm (Intesa Sanpaolo) del 2018 mostra che l’economia sommersa e illegale, “Non osservata”, in Italia è pari al 22,9% del PIL, dato che sale al 29,8% nel Mezzogiorno.
Lo studio, intitolato «Il valore economico della legalità e gli effetti sull'impresa e sul credito», mostra che esiste un rapporto molto stretto tra legalità, sicurezza e crescita economica. Per Srm il valore dell'economia sommersa in Italia è pari al 19,5% del PIL, pari in termini assoluti a più di 320 miliardi di euro. Nel Mezzogiorno il 24,8% del PIL. 
Se a questo dato si aggiunge anche l'economia illegale, pari al 3,4% del PIL (ca. 56 miliardi) e nel Mezzogiorno pari al 5% del PIL, si raggiungono 22,9% del PIL italiano e del 29,8% di quello meridionale. Si potrebbero recuperare 30 miliardi di PIL se la componente dell'economia “legale” e “trasparente” in Italia si posizionasse ai livelli medi dei Paesi dell'area euro ovvero il 2% del PIL. Nel Mezzogiorno, circa 10 miliardi di euro pari al 3% del PIL in più.
Uno studio del 2018, su dati degli anni precedenti, dell'Eurispes con la pubblicazione di “Povertà, disuguaglianze e fragilità in Italia. Riflessioni per il nuovo Parlamento”, in collaborazione con Universitas Mercatorum, rappresenta la condizione dell’economia reale delle famiglie. Il lavoro sommerso come strategia di sopravvivenza è l'analisi finale Eurispes hanno più volte analizzato le dinamiche dell’economia sommersa in Italia e in Europa, mettendo in luce un dato allarmante quanto tristemente veritiero. L’economia sommersa nel nostro Paese ha generato, a partire dal 2007, almeno 549 miliardi di euro l’anno, in tutti i settori, dall’agricoltura ai servizi all’industria, nelle forme del lavoro nero continuativo, del doppio lavoro, del lavoro nero saltuario. Secondo l’Eurispes, il 54,5% dell’economia non osservata è rappresentato dal lavoro sommerso, il 28,4% dall’evasione fiscale da parte di aziende e imprese, il 16,9% dalla cosiddetta economia informale. Il flusso di denaro generato dal lavoro sommerso è stimato in 300 miliardi di euro, da parte di almeno 6 milioni i doppiolavoristi tra i dipendenti; 600.000 gli immigrati con regolare permesso di soggiorno che lavorano in nero. Sfuggono ai calcoli ufficiali anche coloro che esercitano attività in nero, anche a tempo pieno, ma che dispongono di un reddito che esclude attività di lavoro retribuito: parliamo in pratica delle persone che godono di pensioni di invalidità e di vecchiaia. In Italia, su un totale di 16,5 milioni di pensionati, circa 4,5 milioni hanno un’età compresa tra i 40 e i 64 anni. È plausibile che almeno un terzo di essi lavori in nero. A questo terzo si aggiungono altri 820.000 pensionati tra ultra sessantacinquenni ancora attivi, che vanno a formare, secondo le stime Eurispes, un piccolo esercito di circa 2.320.000 pensionati che producono lavoro sommerso. Altra categoria che sfugge ai dati ufficiali è quella delle casalinghe, circa 8,5 milioni. Il 18,8% di esse svolgerebbe lavori che vanno ad alimentare il sommerso. L’Istat rileva inoltre 1.400.000 persone in cerca di occupazione: di queste, il 50% lavorerebbe totalmente in nero. A queste categorie, vanno aggiunti i lavoratori indipendenti, i liberi professionisti, i collaboratori a progetto e i soci di cooperative che praticano evasione e elusione fiscale. Secondo le stime Eurispes inoltre, ai 300 miliardi derivanti dal lavoro sommerso, si devono aggiungere 156 miliardi di euro di sommerso generati dalle imprese italiane. È stato possibile stimare questo dato basandosi sulle operazioni condotte a partire dal 2007 dalla Guardia di Finanza: su oltre 700.000 controlli effettuati, sono stati riscontrati 27 miliardi di euro di base imponibile sottratta al fisco. Una parziale spiegazione dell’aumento di persone in difficoltà discende dalla considerazione dell’assorbimento nel ceto medio di quote non indifferenti di quella che una volta era la working class. Questa sotto sezione del ceto medio non ha fatto in tempo a creare rilevanti riserve e valori patrimoniali, e la sua condizione è legata principalmente alla stabilità del lavoro. Esiste poi la questione di una sempre più iniqua distribuzione che fa sì che i pochi ricchi (l’1%) siano sempre più ricchi e beneficino di buona parte dei dividendi dello sviluppo, mentre la società del 99% resta a guardare. I dati più recenti dimostrano che proprio in Italia gli anni della crisi hanno squilibrato, più che in altri Paesi, il quadro della distribuzione della ricchezza e, conseguentemente, ampliato il rischio povertà. Esiste, dunque, una specificità tutta italiana, che ha fatto sì che le disuguaglianze si siano acuite.

### Romania
Secondo il Comitato del Consiglio d'Europa l'economia sommersa rappresentava, nel 2013, il 28,4% del PIL rumeno, circa 40 miliardi di Euro. Secondo l'economista Ionut Dumitru, presidente del Consiglio fiscale rumeno “l'evasione fiscale è in aumento in Romania e rappresenta un rischio per la sicurezza nazionale”.
Un terzo dei lavoratori rumeni è in nero. Secondo il Consiglio fiscale 1.450.000 persone in Romania lavoravano in nero nel 2012, equivalente al 23% del totale dei salariati. Il campo dell'edilizia è il settore dove il lavoro nero è più diffuso: il 60% di chi vi lavora non è in regola.
Uno studio del Fondo Monetario Internazionale (FMI) del 2017 calcola l'economia sommersa della Romania al 26% del PIL, livello simile a quello della Croazia e di tre punti al di sotto di quello della Bulgaria. Il settore agricolo evade il fisco per il 9% con 1,7 miliardi di Euro. Altro settore a forte evasione e di lavoro nero è quello edile.

### Russia
Nel 2018 la quota di economia sommersa in Russia ha superato i 20 trilioni di rubli ammontando al 20% del PIL secondo la Banca centrale della Federazione Russa. Nell'anno 2015 ammontava a 23,4 trilioni su 83,1 trilioni di Rubli di PIL. Nel 2018, il PIL è aumentato a 103,6 trilioni di Rubli e l'economia sommersa è scesa a 20,7 trilioni di Rubli.
Nel 2017 è cambiata la metodologia dell'ufficio nel calcolo, una parte dell'economia sommersa ha smesso di essere considerato tale. 
L'ufficio non ha rivelato il sistema di stima dell'economia sommersa, che include l'importazione, l'occultamento di reddito dal pagamento delle tasse e dei dazi doganali, il pagamento di stipendi in nero. Secondo l'economista Simon Cordon il controllo finanziario tiene conto dell'economia sommersa e della produzione criminale, ma non tiene conto della economia informale. Nel febbraio 2018, il Fondo Monetario Internazionale ha stimato che la quota di economia sommersa in Russia raggiunge il 33,7% del PIL, valore elevato riscontrabile solo in paesi relativamente sviluppati dell'Africa e dell'Asia e nell'Unione Europea solo in Romania e Bulgaria.

### Spagna
In Spagna l'economia non osservata nel 2007 era tra il 18,6% e 24,6% del PIL, ovvero 240 miliardi di Euro.
Studi diversi di vari organismi come l'Instituto de Estudios Fiscales (IEF), e il Banco de España, e Consejo Económico y Social de España (CES), Banca Mondiale e Unione europea stimava l'economia non osservata in tra il 20% e il 25% del PIL, con una media europea tra il 15% e il 20%.
Secondo i dati del Ministerio de Economía y Hacienda de España, le due grandi componenti del nero sono la compravendita immobiliare e l'esercizio di libere professioni. L'evasione fiscale nel settore immobiliare ammontava a 8,6 miliardi di Euro all'anno. Secondo i dati il 95,8% delle compagnie spagnole che fatturano da 1,8 a 6 milioni di Euro (ca. 57.700 società) non subiscono controlli fiscali.

### Serbia
In Serbia il programma nazionale anti-economia sommersa per il 2018 mira a ridurre l'impatto della stessa al 26,7% del PIL. Le perdite di riscossione dell’IVA ad un 1/5 e la percentuale di lavoratori irregolari dal 24% al 17%.
Il governo prevede di implementare un sistema di registrazione rapido e semplice per i lavoratori agricoli stagionali.
L’economia sommersa è ora inclusa nella nuova Legge sull’organizzazione delle autorità statali nella lotta contro la criminalità organizzata.

### Ucraina
La economia sommersa in Ucraina vale almeno il 40% del PIL secondo analisi del 2017 a voce di Oleksandr Danyljuk ministro delle finanze ucraino. Le attività imprenditoriali sono compromesse da aste falsate, bandi e commesse poco trasparenti e anche da indagini lunghe e troppo discrezionali.
La classifica di Transparency International sulla percezione della corruzione colloca l'Ucraina nel 2016 al 131º posto su 176 paesi esaminati, dopo Sierra Leone e Azerbaigian. Vi è una "grande corruzione", quella che riguarda alti funzionari e amministratori. Nel 2005 l'Ucraina ha creato il NABU, l'ufficio nazionale per la lotta alla corruzione. Vengono rilevati casi di corruzione anche di grandissima rilevanza e portata, ma una volta trovati e denunciati, ai responsabili non viene però poi imputato nulla. È stato recentemente incriminato Roman Nasirov, ex numero uno dei servizi fiscali, sospettato di aver partecipato a un'evasione fiscale da oltre 60 milioni di euro.

## Africa

### Storico

#### Periodo 1991-2015 secondo il FMI
Secondo il Working Paper del Fondo Monetario Internazionale nel periodo 1991-2015 lo Zimbabwe ha avuto un valore medio di economia sommersa del 60,6% sul PIL.

#### Periodo 2000-2015 secondo l'ONU
L’Africa ha perso 836 miliardi di dollari in movimenti illegali di denaro avvenuti al di fuori del continente in 15 anni fino al 2015, secondo un nuovo rapporto dell’agenzia dell’ONU sul commercio e lo sviluppo (Unctad). Il deflusso illegale di denaro è principalmente correlato all’ esportazione di beni di alto valore come oro, diamanti e platino. I ricavi vengono persi a causa di corruzione, furto ed evasione fiscale. Il rapporto avverte che, sebbene gli importi dei flussi illegali siano elevati, le cifre potrebbero sottostimare il fenomeno e il suo impatto.

#### Periodo 2015-2017 secondo l'AEC
Secondo la Comunità economica africana, i flussi finanziari illeciti generano un mancato guadagno alle finanze pubbliche africane pari a 50 miliardi di dollari all’anno e quasi 1.000 miliardi di dollari negli ultimi 50 anni, l’equivalente di tutti gli aiuti pubblici allo sviluppo versati all’Africa durante lo stesso periodo. 
L'evasione fiscale delle multinazionali è stata denunciata al Parlamento di Strasburgo. La Commissione europea ha promosso la rendicontazione nazione per nazione. Nei bilanci delle multinazionali le informazioni finanziarie dovrebbero essere riportate per ogni Stato, come per Google in Europa deve valere anche per Glencore in Africa. 500 milioni di tonnellate di rame prodotte dallo Zambia vengono tassate soltanto al 2% anziché al 20% come lo prevede il regime di tassazione zambiano.
La lista nera preparata dall'OCSE dei paesi contiene un solo paese, Trinidad e Tobago.
Al Vertice tra l’Unione africana e l’Unione europea tenutosi in Costa d’Avorio nel 2017, il Parlamento UE ha adottato un rapporto in cui viene chiesto a entrambe le istituzioni di adottare strumenti efficaci per combattere la frode e l’evasione fiscale, e rafforzare i sistemi di gestione delle finanze pubbliche per accrescere i gettiti fiscali interni.

### Marocco
L'economia informale in Marocco rappresenta 15 miliardi di euro ovvero il 20% del PIL (escluso l'agricoltura), e riguarda 2,4 milioni di posti di lavoro, questo secondo la Confederazione delle imprese del Marocco (Cgem).
Ciò alimentare il deficit pubblico e influisce sulle imprese, sui consumatori finali e sull’occupazione. Il settore più colpito è il commercio: il 68% del fatturato è in nero.

## America

### Periodo 1991-2015 secondo FMI
I Paesi con la posizione peggiore sono la Bolivia con un livello medio di sommerso al 62,3% del PIL nell’arco di 25 anni dal 1991 al 2015. In Brasile si è attestata al 37,6%. Gli USA si fermano al 8,3% del PIL.

## Asia

### Periodo 1991-2015 secondo FMI
In Cina la quota media di economia sommersa è stata del 14,6% del PIL nel periodo 1991-2015.

## Oceania

### Australia
Per diminuire l'economia non osservata, data dal riciclaggio di denaro ed evasione fiscale, il Governo australiano decide che dal 1º gennaio 2019 i pagamenti in contanti per acquistare beni e servizi abbiano un tetto massimo di 10.000 dollari australiani. 
(Kelly O'Dwyer, Ministro dei servizi finanziari)
(Scott Morrison, Ministro del Tesoro)